# The Great Artiste

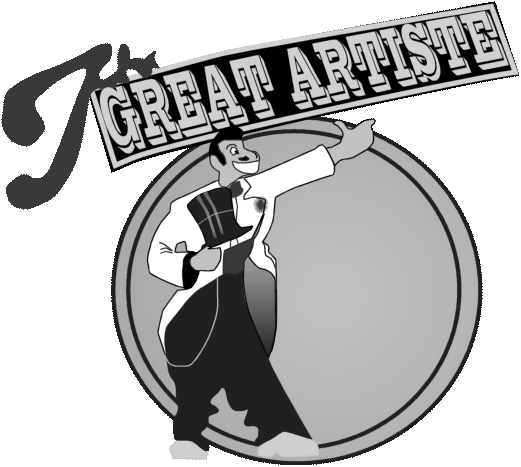
Lo stemma disegnato sul muso del The Great Artiste

The Great Artiste è il bombardiere B-29 Superfortress (esemplare numero B-29-40-MO 44-27353, numero d'identificazione 89), assegnato al 393º Squadrone bombardieri, 509th Composite Group, che partecipò ai bombardamenti atomici di Hiroshima e Nagasaki.

## Storia e nome
Costruito nell'impianto di costruzione bombardieri Glenn L. Martin della Offutt Field Air Force Base di Bellevue, in Nebraska, il velivolo fu consegnato alla United States Air Force Wendover Army Air Field, Utah il 20 aprile 1945. Fu inizialmente utilizzato dall'equipaggio C-15 del tenente Charles D. Albury poi, il 22 giugno fu inviato alla base di Tinian, per essere usato nella Guerra del Pacifico nel 393º Squadrone bombardieri, 509th Composite Group.

Qui, l'equipaggio C-15 del già citato Albury fu messo al comando del maggiore Charles W. Sweeney, mentre l'addetto puntatore era il tenente Raymond Kermit Beahan, noto all'esercito per il talento che aveva col mirino del sistema di puntamento Norden, oltre che gran seduttore di donne, quindi soprannominato "Il Grande Artista", da cui il nome dato al velivolo stesso.
Durante la missione militare della prima bomba atomica, il mattino del 6 agosto 1945 l'aereo fu assegnato al controllo delle condizioni atmosferiche sulla città di Hiroshima.
Nel bombardamento di Nagasaki invece, avrebbe dovuto essere proprio lui l'aereo designato per sganciare la seconda bomba atomica, soprannominata Fat Man, ma, a causa delle condizioni atmosferiche, il bombardamento fu anticipato di due giorni e spostato al 9 agosto 1945 e, per questo motivo, l'aereo non fu approntato in tempo. I bombardieri espressamente dedicati allo sgancio delle nuove bombe atomiche infatti, venivano accuratamente preparati attraverso un'operazione denominata Silverplate. Per non rimandare la missione quindi, il maggiore Sweeney usò un altro aereo già pronto, il BOCKSCAR, e fu quello che sganciò materialmente Fat Man sul secondo obiettivo giapponese, mentre The Great Artiste fu nuovamente usato come semplice aereo di ricognizione atmosferica, ma con a bordo l'equipaggio del BOCKSCAR, agli ordini del Capitano Frederick C. Bock. Per questo motivo, a volte, il The Great Artiste viene erroneamente indicato come l'aereo che effettuò il vero e proprio bombardamento su Nagasaki, mentre quel giorno aerei ed equipaggi si furono semplicemente scambiati.

Tra gli strumenti di misurazione atmosferica che furono paracadutati a Nagasaki quella mattina dal The Great Artiste, vi era anche una lettera redatta dagli scienziati militari Luis Álvarez, Philip Morrison e Robert Serber del Progetto Alberta, una sezione del più ampio Progetto Manhattan, espressamente dedicata alla logistica del caricamento delle due bombe. La missiva era indirizzata allo scienziato giapponese Ryokichi Sagane, dove lo si invitava a convincere i leader giapponesi ad arrendersi e porre così termine alla guerra. In particolare Álvarez era già stato a bordo del The Great Artiste, come testimone oculare del bombardamento di Hiroshima, tre giorni prima.

## Dopo Nagasaki
Quel 9 agosto 1945, l'aereo consumò fino al limite tutto il suo carburante, sufficiente soltanto per tornare fino ad Okinawa. Fu l'unico aereo a partecipare direttamente a entrambe le missioni atomiche, escludendo l'Enola Gay, quello che sganciò fisicamente la prima bomba tre giorni prima, il quale, durante la missione Nagasaki, si trovava a fare ricognizioni atmosferiche su Kokura (150 km più a nord), prima città scelta come obiettivo, ma poi scartata per via delle nuvole.
A novembre 1945, The Great Artiste fu trasferito al Roswell Army Air Field del Nuovo Messico, per essere successivamente utilizzato, nel luglio 1946, per alcuni sganci atomici a scopo sperimentale al largo dell'atollo di Bikini (Operazione Crossroads).
Nel 1948, al CFB Goose Bay (Terranova e Labrador, Canada), cominciò ad avere problemi al motore, danneggiandosi seriamente durante un atterraggio, a tal punto da farlo demolire nel 1949, nonostante il suo valore storico. Tuttavia, una sua copia pressoché identica fu ricavata da un ex-velivolo B-29 di soccorso ("Super Dumbo") della Guerra di Corea, attualmente presente al museo "Spirit Gate" della Whiteman Air Force Base, in Missouri.

## Equipaggio C-15 abituale
- Maggiore Charles W. Sweeney, pilota
- Capitano James Van Pelt, navigatore
- Cap. Raymond "Kermit" Beahan, addetto al bombardamento
- Tenente Charles Donald Albury, copilota
- Sottotenente Fred Olivi, copilota
- Caporale Abe Spitzer, operatore radio
- Sergente maggiore John D. Kuharek, ingegnere di bordo
- Sgt. Ray Gallagher, mitragliere, assistente ingegnere di bordo
- Sgt. Edward Buckley, operatore radar
- Sgt. Albert Dehart, mitragliere di coda

- Sgt. Luis Álvarez, Progetto Alberta, in aggiunta solo per la missione Hiroshima
- Sgt. Harold Agnew, Progetto Alberta, in aggiunta solo per la missione Hiroshima
- Sgt. Lawrence H. Johnston, Progetto Alberta, in aggiunta solo per la missione Hiroshima

## Equipaggio C-13 durante missione Nagasaki
- Capitano Frederick C. Bock, comandante
- Tenente Hugh C. Ferguson, copilota
- Ten. Leonard A. Godfrey, navigatore
- Ten, Charles Levy, addetto al bombardamento
- Sergente maggiore Roderick F. Arnold, ingegnere di bordo
- Sgt. Ralph D. Belanger, assistente ingegnere di bordo
- Sgt. Ralph D. Curry, operatore radio
- Sgt. William C. Barney, operatore radar
- Sgt. Robert J. Stock, mitragliere di coda
- Sergente maggiore Walter Goodman, Progetto Alberta
- Sgt. Lawrence H. Johnston, Progetto Alberta
- Sergente tecnico Jesse Kupferberg, Progetto Alberta
- il civile William L. Laurence, giornalista del The New York Times